# Centro ricerca e documentazione arti visive
Il Centro ricerca e documentazione arti visive (CRDAV) del Comune di Roma è stato istituito nel 1979 grazie alla donazione del critico d'arte Francesco Vincitorio ed ha come scopo prioritario la documentazione dell'attività espositiva romana in sedi pubbliche e private. Inizialmente, il CRDAV si era dedicato a raccogliere informazioni relative alle attività espositiva di ogni tipo, ma a partire dal 1995 - passato a far parte della Galleria comunale d'arte moderna e contemporanea di Roma - si è limitato al solo settore dell'arte contemporanea, raccogliendo da allora una documentazione relativa a più di 10.000 eventi.
Nel corso degli anni, le collezioni del CRDAV si sono arricchite con ulteriori donazioni di critici d'arte, storici dell'arte e collezionisti, come anche con nuove acquisizioni mirate, avvenute con la collaborazione di galleristi, istituzioni e artisti. Attualmente, le collezioni sono costituite da cataloghi di esposizioni a Roma e dal relativo materiale documentario minore (inviti, comunicati stampa, dépliant, ecc.); dai cataloghi di esposizioni in Italia e all'estero; da monografie e repertori bibliografici d'arte contemporanea; da materiale fotografico (stampe, diapositive, fotocolor, ecc.). I documenti sono raccolti – in relazione alla loro tipologia – nella Biblioteca e nella Fototeca, entrambe aperte al pubblico. Particolare importanza ha il fondo Enrico Prampolini, che comprende 27 buste per un totale di 143 fascicoli (1917-1978), donato al CRDAV dagli eredi dell'artista, in occasione della mostra retrospettiva tenutasi nel 1992 al Palazzo delle Esposizioni a Roma. Il  Fondo Prampolini partecipa al progetto nazionale  Archivi del Novecento - la memoria in rete  ed è consultabile on-line.
A partire dal 1990 il CRDAV ha iniziato la schedatura elettronica dei suoi documenti, mettendo a disposizione del pubblico un catalogo bibliografico informatizzato. Oltre alla banca dati bibliografica generale esiste anche una banca dati iconografica: un progetto multimediale per l'acquisizione in formato digitale dal patrimonio iconografico della Fototeca. Le informazioni bibliografiche relative ai cataloghi delle mostre tenutesi a Roma vengono inoltre riversate nel Servizio bibliotecario nazionale attraverso il Polo SBN del Comune di Roma e sono quindi accessibili anche su internet.
Il CRDAV cura anche la pubblicazione di opere di carattere documentario e bibliografico attinenti alle proprie finalità. A tale proposito sono significativi i volumi intitolati Roma in mostra, pubblicati con cadenza annuale tra 1992 e 1995 e dedicati alla documentazione dell'attività espositiva romana, come anche l'apparato bio-bibliografico dei cataloghi dedicati alla rassegna Arte contemporanea. Lavori in corso (una serie di dieci mostre tenutesi a Roma tra il novembre 1997 ed il giugno 2000).
Roma Contemporanea. Repertorio delle mostre d'arte contemporanea 2002-2004 (Roma, Palombi & Partner 2008), pubblicato nel dicembre del 2008, è il volume più recente della nuova serie Roma Contemporanea a periodicità triennale, nata nel 1996 - col passaggio del CRDAV sotto la Direzione della Galleria Comunale - da una rielaborazione critica della precedente serie intitolata Roma in mostra. In considerazione delle potenzialità delle nuove tecnologie e della possibilità di lettura "non sequenziale" da queste offerta, è stato avviato un progetto a carattere retrospettivo per la realizzazione di una versione multimediale dei Repertori già pubblicati. Il primo CD-Rom della serie è Roma Contemporanea / Contemporary Rome 1999-2001 (Roma, Percorsi Grafici, 2003), mentre nel 2005 sono stati pubblicati altri due CD-Rom della stessa serie, relativi agli anni 1995-1998.
Visita il sito www.museomacro.org/servizi_scientifici/centro_ricerca_e_documentazione_arti_visive